# Cameron Park
Cameron Park är en ort (CDP) i El Dorado County, i delstaten Kalifornien, USA. Enligt United States Census Bureau har orten en folkmängd på 18 228 invånare (2010) och en landarea på 28,8 km².